# Gimbășani, Ialomița
Gimbășani este un sat în comuna Cosâmbești din județul Ialomița, Muntenia, România.